# While the City Sleeps (película de 1928)
Mientras la ciudad duerme es una película muda estadounidense sobre un duro detective de la policía de Nueva York, interpretado por Lon Chaney, que busca a un violento gánster. La película fue dirigida por Jack Conway y sus coprotagonistas son Anita Page, Carroll Nye, Wheeler Oakman, y Mae Busch.

## Argumento
El foco de la película se centra en los 'hombres vestidos de civil', un grupo de detectives disfrazados de ciudadanos comunes para detener delincuentes sin ser notados. Son especialmente odiados en los bajos fondos debido a sus encuentros constantes, durante los que los sospechosos son analizados e interrogados extensamente. Entre el personal está Dan Coghlan (Lon Chaney), un oficial de policía con pies planos y talante duro, insatisfecho con la falta de aventuras. Cuando está a punto de dejar su trabajo, es informado sobre la muerte de un joyero. Cuando llega allí, encuentra a Skeeter Carlson (Wheeler Oakman), un delincuente que nunca es arrestado debido a falta de pruebas.
Dan decide seguirle, y después de hablar con la novia de los bajos fondos de Skeeter, Bessie (Mae Busch) sin obtener ninguna información, impide que Skeeter seduzca a Myrtle Sullivan (Anita Page), una inocente flapper que encuentra emocionante salir con ladrones. Dan decide tomar a Myrtle bajo su protección, y desaprueba a su novio Marty (Carroll Nye), un elegante gánster desocupado. Cuando Skeeter se va de la ciudad por dos días, Dan aprovecha la oportunidad de manipular a Bessie. Después de convencerla de que Skeeter pronto la va a dejar por Myrtle, Bessie admite que fue él quien mató al joyero.
Sin perder tiempo, Dan se dispone a atrapar a Skeeter y sus hombres, solo para descubrir que uno de ellos es Marty. Poco después, el cuerpo de Bessie es encontrado, y Dan está convencido de que Skeeter es el responsable de su muerte, considerando que iba a testificar contra él. El caso contra Skeeter es rechazado por el tribunal, e inmediatamente revela sus planes de asesinar a Marty. Dan oye esta conversación, y rápido corre a proteger a Marty, solo para cogerle en medio de un robo. Aunque podría entregarlo, Dan ordena a la policía dejar solo a Marty y le ayuda a dar sus primeros tentativos pasos, por el buen camino.
Antes de dejar la ciudad, Marty quiere encontrarse con Myrtle una vez más y le envía una carta, pero Skeeter la lee y se dirige a por la chica, pero es perturbado por una redada policial. Antes de que abran la puerta, Skeeter dispara a través de ella, hiriendo a un policía y escapa. Al descubrir que testificará contra él, Skeeter se propone matar a Myrtle. Entretanto, Dan le pide matrimonio a la joven. Aunque está enamorada de Marty, Myrtle acepta, mayormente en agradecimiento a todo lo que Dan ha hecho por ella.
Después, Dan va a buscar a Skeeter y sus hombres, y los descubre cuando se disponían a huir. Se desata un fuerte tiroteo, en el que varios policías y gánsteres son abatidos. Los hombres de Skeeter se rinden tras ser atacados con gases lacrimógenos, pero Skeeter consigue huir a la azotea. Dan le sigue allí, y después de otro tiroteo, Skeeter es muerto. Entretanto, Marty regresa furioso a la ciudad después de descubrir el compromiso entre Dan y Myrtle. Le pide matrimonio a Myrtle, pero ella decide ser leal a Dan. Dan se da cuenta de que ella ama a Marty, y les deja seguir juntos.

## Reparto
- Lon Chaney como Daniel Aloysius 'Dan' Coghlan
- Anita Page como Myrtle Sullivan
- Carroll Nye como Marty
- Wheeler Oakman como 'Mile-Away' Skeeter Carlson
- Mae Busch como Bessie
- Polly Moran com señora McGinnis
- Lydia Yeamans Titus como señora Sullivan
- William Orlamond como Dwiggins
- Richard Carle como Wally

## Producción
Chaney escogió personalmente a Anita Page como la actriz principal, después de ver Our Dancing Daughters (1928), que coprotagonizaba. Por entonces, Page preparaba Bellamy Trial (1929), pero fue reasignada para aparecer en While the City Sleeps. Sobre su trabajo con Chaney, Page declaró en una entrevista en 2007:
"Antes de que empezara la filmación, Lon me habló sobre el maquillaje y las escenas de acción. Finalmente, me dio un último consejo: ‘Nunca actúes por impulso en asuntos importantes,' dijo. ‘Piensa las cosas cuidadosamente. Entonces, cuando estés segura de que está bien, adelante. Y no dejes que nada te desvíe de tu decisión.'"
La película se rodó en el centro de Los Ángeles. El Ayuntamiento de Los Ángeles, inaugurado en abril de 1928, aparece en la película quizás por primera vez, al fondo de algunas de las escenas en la azotea.

## Estado de conservación
En todas las copias conservadas de Mientras la ciudad duerme faltan partes de los carretes 6 y 7, y la descomposición del nitrato ha dañado los otros carretes supervivientes.